# معتمدية فريانة
معتمدية فريانة إحدى معتمديات الجمهورية التونسية، تابعة لولاية القصرين. تمتد على مساحة 950 كم2، ويبلغ عدد سكانها 45787 نسمة حسب إحصائيات سنة 2004. تقع المعتمدية في الجنوب الغربي لولاية القصرين، على الحدود مع الجزائر. تم إحداث بلدية فريانة في 18 نوفمبر 1920.